# La Masía
La Masía de Can Planes is de jeugdacademie van FC Barcelona, dat vaak wordt gezien als  de beste academie ter wereld. In de Spaanse volksmond is het vaak Cantera.
Het voormalige gebouw van La Masía was tot 1702 een boerderij en werd in 1966 gekocht door FC Barcelona als een centraal punt voor de academie. La Masía omvat een grote keuken, een eetkamer, een huiskamer, een bibliotheek, slaapkamers en badkamers. Hier werden ongeveer 60 atleten gevestigd. Op 20 oktober 2011 verhuisde de academie na het grote Ciutat Esportiva Joan Gamper, dat ruim 6000 m² groot is, zes verdiepingen telt en plaats biedt aan 83 atleten. Spelers die opgeleid zijn in de jeugdopleiding krijgen vaak de bijnaam Made in La Masia.
Op 7 september 2021 opende FC Barcelona (Femini) ook hun deuren voor vrouwen in de jeugdopleiding.

## Bekendste spelers uit La Masía
- Jordi Cruijff
- Cesc Fàbregas
- Luis García
- Josep Guardiola
- Andrés Iniesta
- Albert Luque
- Lionel Messi
- Iván de la Peña
- Carles Puyol
- Sergi
- Víctor Valdés
- Xavi
- Bojan
- Giovani dos Santos
- Sergio Busquets
- Gavi
- Lamine Yamal
- Andre Onana
- Pau Cubarsí
- Xavi Simons